# Al Jawf (ort)
Al Jawf (arabiska: الجوف) är en ort i Libyen.   Den ligger i distriktet Al Kufrah, i den sydöstra delen av landet, 1 400 km sydost om huvudstaden Tripoli. Al Jawf ligger 391 meter över havet och antalet invånare är 17 320.
Terrängen runt Al Jawf är platt.  Trakten runt Al Jawf är nära nog obefolkad, med mindre än två invånare per kvadratkilometer. Närmaste större samhälle är At Tāj, 0,85 km nordväst om Al Jawf. Trakten runt Al Jawf är ofruktbar med lite eller ingen växtlighet.